# Robert W. Grow

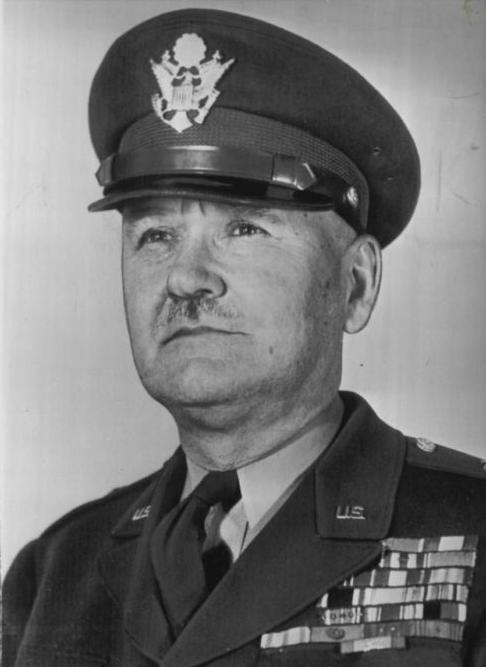
Robert W. Grow

Robert Walker Grow (* 14. Februar 1895 in Sibley, Osceola County, Iowa; † 3. November 1985 in Falls Church, Virginia) war ein Generalmajor der United States Army. Er war während des Zweiten Weltkriegs unter anderem Kommandeur mehrerer Divisionen. Außerdem wurde er durch ein Militärgerichtsverfahren gegen ihn bekannt.
Robert Grow war ein Sohn von John Thomas Grow (1856–1912) und dessen Frau Nellie Walker (1864–1897). Nachdem die Mutter früh verstorben war und der Vater in Kanada berufstätig wurde, wuchs Robert Grow bei seinen Großeltern in Dawson in Minnesota auf, wo er auch die High School absolvierte. Anschließend studierte er bis 1916 an der University of Minnesota. Gleichzeitig wurde er Mitglied der Minnesota National Guard. Am 5. Dezember 1916 wurde er als Leutnant in das Offizierskorps des US-Heeres aufgenommen und der Kavallerie zugeteilt. In der Armee durchlief er anschließend alle Offiziersränge vom Leutnant bis zum Zwei-Sterne General.
Im Lauf seiner militärischen Karriere absolvierte Grow verschiedene Kurse und Schulungen. Dazu gehörten unter anderem der Troop Officer’s Course der Kavallerie, der Advanced Equitation Course, das Command and General Staff College und das United States Army War College. Später studierte er noch an der Strategic Intelligence School in Washington, D.C.
In seinen jüngeren Jahren bis Ende der 1930er Jahre absolvierte er den für Offiziere in den entsprechenden Rangstufen üblichen Dienst in verschiedenen Einheiten und Standorten. Dazu gehörten auch Aufgaben als Stabsoffizier in verschiedenen Hauptquartieren. Im Ersten Weltkrieg kam er nicht zum Einsatz.
In den Jahren 1940 und 1941 war Robert Grow Leiter der Stabsabteilung G3 (Operationen) bei der 2. Panzerdivision. Anschließend kommandierte er bis April 1942 das 34. Panzerregiment. In diese Zeit fiel der amerikanische Eintritt in den Zweiten Weltkrieg. Danach kommandierte er bis Juni 1942 eine Brigade der 8. Panzerdivision und anschließend bis Mai 1943 eine Brigade der 10. Panzerdivision. Dann erhielt er das Kommando über die 6. Panzerdivision, das er bis zum 29. April 1945 und später nochmals zwischen dem 1. und 30. Juni 1945 innehatte. Seine Division war an der Landung der Alliierten in der Normandie und an dem anschließenden Vormarsch durch Frankreich nach Deutschland beteiligt. Sie war an mehreren Gefechten beteiligt, wozu auch die Abwehr der deutschen Ardennenoffensive gehörte.
Zwischen Juli und November 1945 kommandierte Grow die 3. Panzerdivision und dann für einen Monat bis Dezember 1945 die 26. Infanteriedivision, die anschließend aufgelöst wurde. In den Jahren 1947 und 1948 war Grow Leiter der amerikanischen Militärberatungsmission (Chief of Military Mission with the Persian Army) bei der persischen (iranischen) Armee. Danach kommandierte er bis 1950 den Militärstützpunkt Fort Devens nordwestlich von Boston.
Es folgte eine Versetzung als Militärattaché an die amerikanische Botschaft in Moskau. In diesem Zusammenhang kam es zu einem Zwischenfall in Frankfurt, wo Grow an einer Konferenz teilnahm. Ostdeutschen Agenten gelang es, das Tagebuch des Generals zu kopieren, das dieser unbeaufsichtigt in einem Hotelzimmer zurückgelassen hatte. Da angeblich auch geheime Informationen in dem Tagebuch enthalten waren, wurde die Angelegenheit brisant. Die Affäre endete mit einem Militärgerichtsverfahren gegen Grow. Er erhielt einen Verweis und eine sechsmonatige Suspendierung. Später stellte sich heraus, dass die ganze Sache aufgebauscht und übertrieben worden war. Präsident Dwight D. Eisenhower hob das Urteil im Jahr 1957 auf. Nach Ablauf seiner Suspendierung wurde Robert Grow zum Center of Military History in Fort McNair in Washington, DC versetzt, wo er bis 1953 verblieb. Anschließend schied er aus dem Militärdienst aus.
Nach seiner Militärzeit war Robert Grow Leiter der Handelskammer von Falls Church in Virginia. Der mit Mary Lou Marshall (1896–1974) verheiratete Offizier verstarb am 3. November 1985 und wurde auf dem amerikanischen Nationalfriedhof Arlington beigesetzt.

## Orden und Auszeichnungen
Robert Grow erhielt im Lauf seiner militärischen Laufbahn unter anderem folgende Auszeichnungen:
- Distinguished Service Cross
- Army Distinguished Service Medal
- Silver Star
- Legion of Merit
- Bronze Star Medal
- Army Commendation Medal
- World War II Victory Medal
- Mexican Border Service Medal
- World War I Victory Medal
- Occupation of Germany World War I
- American Defense Medal
- American Theater Campaign Medal
- European, African, Middle Eastern Campaign Medal
- Army of Occupation Medal
- National Defense Service Medal